# Josip Valčić

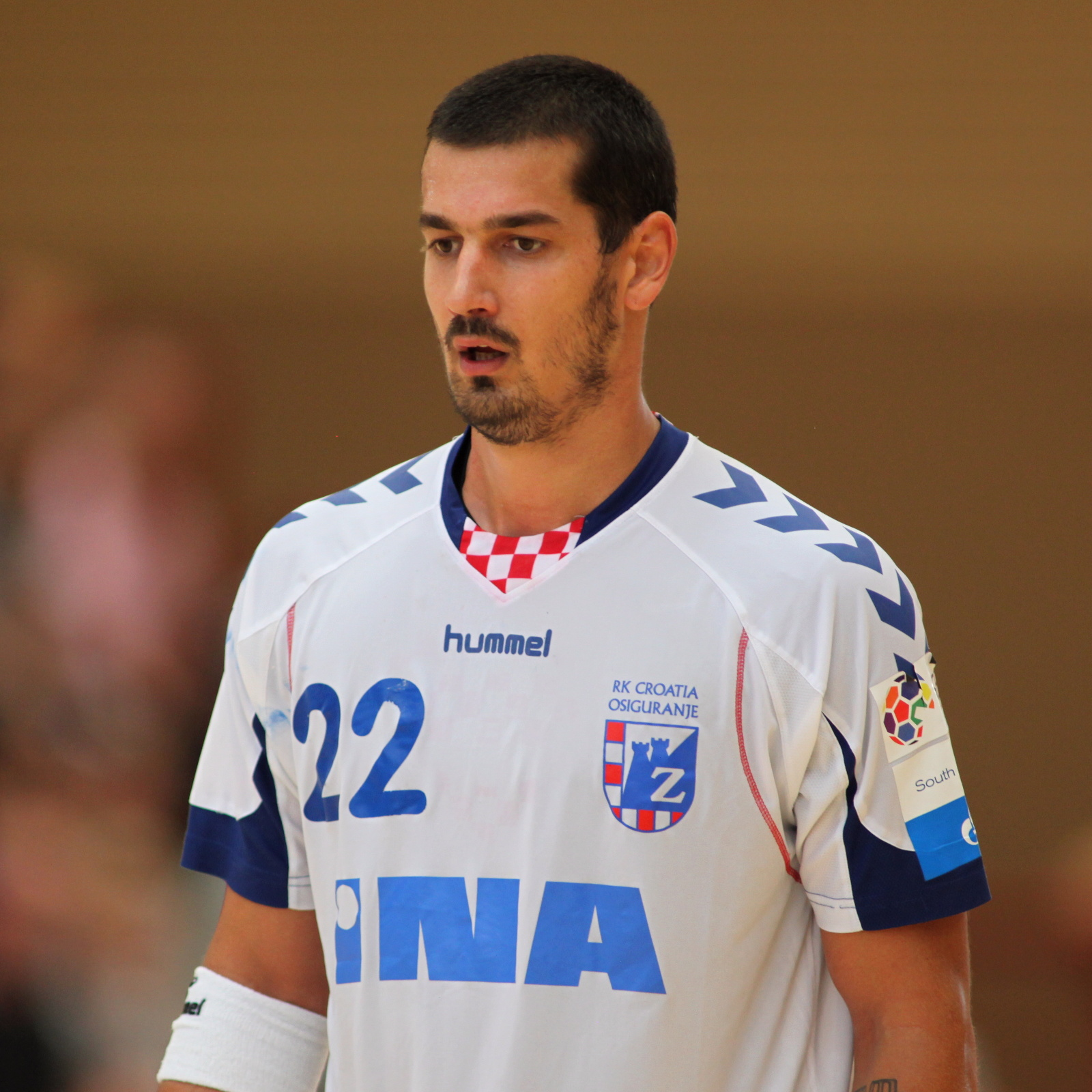
Josip Valčić beim Sparkassen-Cup 2014

Josip Valčić (* 21. April 1984 in Zadar, SFR Jugoslawien) ist ein kroatischer ehemaliger Handballspieler. Seine Körperlänge beträgt 1,90 m, sein Körpergewicht liegt bei ca. 95 Kilogramm.
Josip Valčić begann seine Profi-Handballkarriere in der Spielsaison 2001/2002 beim kroatischen Handballverein RK Brodomerkur Split. In der Saison 2002/2003 wechselte er nach Zagreb, zum dortigen Erstligaverein RK Zagreb. Mit Zagreb gewann er mehrfach die kroatische Meisterschaft. Zur Saison 2010/2011 verpflichtete ihn der deutsche Erstligist VfL Gummersbach. Mit dem VfL Gummersbach, bei dem Valčić die Trikotnummer 22 trug, gewann er 2011 den Europapokal der Pokalsieger. Ab der Saison 2011/2012 spielte er wieder bei RK Zagreb und gewann in jeder Saison erneut Meisterschaft und Pokal. 2018 beendete er seine Spielerlaufbahn.
Er wurde auf der Spielerposition Rückraum Mitte eingesetzt. Erstmals nahm Josip Valčić 2001/2002 mit RK Brodomerkur Split an einem europäischen Handballwettbewerb teil und spielte im EHF-Pokal. Mit RK Zagreb nahm er 2003/2004, 2004/2005, 2006/2007 und 2007/2008 an der EHF Champions League und 2006/2007 am Europapokal der Pokalsieger teil.
Josip Valčić war Mannschaftsspieler in der kroatischen Nationalmannschaft und spielte dort mit der Trikotnummer 22. Er bestritt mindestens 30 Länderspiele (24 Tore). Bei der Europameisterschaft 2008 in Norwegen wurde er mit der kroatischen Nationalmannschaft Vize-Europameister, 2014 Vierter. Bei der Weltmeisterschaft 2009 wurde er Vize-Weltmeister.
Sein älterer Bruder Tonči Valčić war ebenfalls Handballnationalspieler.